# Hypagyrtis guttata
Hypagyrtis guttata är en fjärilsart som beskrevs av George Duryea Hulst 1901. Hypagyrtis guttata ingår i släktet Hypagyrtis och familjen mätare. Inga underarter finns listade i Catalogue of Life.